# Saubole
Saubole település Franciaországban, Pyrénées-Atlantiques megyében. Lakosainak száma 150 fő (2022. január 1.). Saubole Gardères, Séron, Aast, Eslourenties-Daban, Lombia és Ponson-Dessus községekkel határos.

## Népesség
A település népessége az elmúlt években az alábbi módon változott:
| Lakosok száma | 147  | 144  | 137  | 142  | 139  | 137  | 144  | 150  |
|               | 2013 | 2015 | 2017 | 2018 | 2019 | 2020 | 2021 | 2022 |